# Gara di WTCC del Portogallo 2013
La Gara di WTCC del Portogallo 2013 fu il settimo round del World Touring Car Championship 2013 e la settima edizione della gara portoghese. Si tenne il 30 giugno 2013 al Circuito da Boavista, a Porto, in Portogallo.
Gara-1 fu vinta da Yvan Muller su RML. In gara-2, invece, James Nash ottenne la vittoria su bamboo-engineering.

## Vigilia
Al giro di boa della stagione, Yvan Muller fu al comando del campionato piloti, mentre Michel Nykjær fu in testa al Trofeo Yokohama Indipendenti.
Le Honda Civic WTCC persero 30 kg di zavorra per il sistema di compensazione del peso. Le BMW 320 TC ricevettero 20 kg di extra-peso, rendendole le seconde vetture più pesanti sulla griglia dopo le Chevrolet.
Pepe Oriola cambiò la sua SEAT León WTCC con una Chevrolet Cruze 1.6T affittata da RML, mantenendo comunque la stessa squadra, Tuenti Racing Team. Hugo Valente dovette inizialmente saltare il round portoghese, ma si riunì al team Campos Racing quando la terza vettura fu messa a disposizione a causa del cambio di Oriola con Chevrolet. Anche Tom Boardman si riunì allo schieramento dopo aver saltato le gare d'Austria e Russia.

## Resoconto

### Prove libere
Il pilota della ROAL Motorsport Tom Coronel fu il più veloce nelle prime libere, davanti alle Chevrolet di Muller e Oriola. Il trio Honda comandato da Gabriele Tarquini fu 4º, 5º e 6º, mentre Robert Huff fu il pilota SEAT migliore, 7º. Mikhail Kozlovskiy e Tom Chilton sfiorarono i muri durante la sessione, mentre Hugo Valente si scontrò con essi alla curva 4 dopo aver mancato il punto di frenata.
Muller fu il pilota più veloce delle seconde libere, con oltre cinque decimi di vantaggio su Tarquini e la sua Honda. La sessione fu interrotta quasi subito, quando Tiago Monteiro ebbe un problema al motore della sua Honda Civic e si fermò alla curva 13. Alla ripresa diversi piloti segnarono il miglior tempo prima che Muller segnasse il suo a pochi minuti dal termine. Kozlovskiy passò gran parte della sessione ai box per aver danneggiato la sua ruota posteriore sinistra, mentre Nikolay Karamyshev sbatté alla curva 20 alla fine della sessione.

### Qualifiche
Essendo il Circuito da Boavista un tracciato cittadino, la Q1 fu estesa da 20 a 30 minuti e la Q2 fu allungata da 10 a 15 minuti. Alex MacDowall perse il controllo della sua Chevrolet bamboo-engineering nel corso della Q1 e si girò prima di sbattere contro le barriere, danneggiando entrambi i paraurti della sua vettura, ma riuscendo comunque a rientrare ai box. Monteiro ebbe nuovamente problemi al turbo che già fermarono il portoghese nelle libere 2 verso la fine e uscì in Q1 qualificandosi 17º. Fernando Monje ebbe una piccola collisione con un muro di gomme che gli causarono piccoli danni alla fiancata della sua SEAT Campos Racing. Mehdi Bennani ebbe uno scontro frontale a bassa velocità nello stesso punto a fine sessione. Kozlovskiy non fece segnare alcun tempo poiché la sua vettura rimase nel garage per tutta la sessione a causa di danni al telaio.
La Q2 fu interrotta presto dalla bandiera rossa esposta dopo l'incidente di Oriola alla curva 3. James Thompson fece solo un giro in Q2 e riuscì a classificarsi 5º. Norbert Michelisz fu l'ultimo pilota a fare il giro veloce, ma tagliò la chicane annullando il giro stesso, concluse 4º in griglia, il pilota Honda più rapido. Alla fine della sessione, Muller guidò un trenino Chevrolet, davanti a Chilton e Nykjær. Coronel fu 10º in Q2, cosa che gli assicurò la pole position in gara-2.
I risultati delle qualifiche furono poi rivisti dopo che un errore di trasposizione registrò tempi sbagliati per Tarquini e Oriola in Q2. Tarquini salì al 5º posto, mentre Oriola passò da 12º a 6º. Di conseguenza, Thompson scese dal 5º al 7º posto, mentre Huff, Marc Basseng, James Nash e Coronel persero ognuno una posizione. Ciò permise a Nash di partire dalla pole position in gara-2. Un cambio di motore per Monje costrinse il pilota della Campos Racing in fondo alla griglia di gara-1.

### Warm-Up
Come conseguenza delle alterazioni dei risultati delle qualifiche avvenute al sabato sera, Coronel decise di saltare il warm-up della domenica mattina come forma di protesta, giustificata dal fatto che il team ROAL Motorsport fu informato del cambio oltre alla finestra di un'ora in cui la squadra avrebbe potuto presentare ricorso.
Il pilota della Zengő Motorsport, Michelisz, guidò la sfilata Honda nei quindici minuti della sessione, davanti al pilota ufficiale Monteiro. Fredy Barth fu 7º, mentre lasciava la pit-lane a inizio sessione il cofano della sua BMW si aprì.

### Gara-1
Muller se ne andò via dalla pole position davanti al compagno Chilton; Tarquini e Oriola passarono presto Michelisz, mentre Huff fu davanti a Thompson. Nel corso del giro 1, Boardman tentò di passare Bennani alla chicane della curva 6, ma perse il controllo in frenata, tagliando la chicane e colpendo Bennani che successivamente si sarebbe ritirato. Huff ora si trovò 6º dietro a Michelisz, al giro 2 l'ungherese andò lungo e sbatté contro le barriere, con Huff appena dietro che schivò di poco l'incidente. Michelisz tentò di tornare ai box per riparare la vettura, ma combatté contro la sospensione destra rotta e si ritirò nel corso del giro. Tarquini, che era 4º, precipitò indietro prima di ritirarsi a causa di problemi al turbo: cercò di raggiungere i box, ma si fermò alla curva 13. Un mezzo di soccorso entrò in pista per recuperare la vettura bloccata di Tarquini, Barth si girò nel tentativo di evitarla, mentre Franz Engstler non vide il veicolo dietro la curva cieca e andò a sbattere contro il suo posteriore. La safety car venne mandata in pista in quel giro. La gara riprese all'ultimo giro, Monteiro passò Nash e conquistò l'ultima posizione valida per i punti, mentre Boardman e O'Young si scontrarono, con Boardman che finì contro le barriere. Più avanti, Basseng perse nel confronto con Coronel e D'Aste. Alla fine della gara, Muller guidò una quaterna di Chevrolet, davanti a Chilton, Nykjær e Oriola; Nykjær, 3º, ottenne la vittoria tra gli indipendenti.
Dopo la gara, a Valente furono attribuiti 30 secondi di penalità sul tempo di gara-1 e 10 posizioni di penalità per l'evento successivo in Argentina per aver ignorato le bandiere gialle e aver causato un incidente. Kozlovskiy e René Münnich furono penalizzati per aver oltrepassato il limite di velocità alla partenza lanciata e ricevettero una penalità di 30 secondi e 10 posizioni in griglia rispettivamente. Boardman fu sanzionato con la stessa penalizzazione per la sua collisione al primo giro con Bennani.

### Gara-2
Nash subì gli attacchi di Huff e Basseng sin dalla partenza, ma mantenne la testa, mentre Chilton balzò davanti a Oriola. Lo spagnolo ripassò Chilton al tornante, permettendo a Muller, Coronel e Bennani di passare. Nash e Huff si separarono da un treno di vetture comandato da Basseng, al giro 3 Nykjær passò Thompson e conquistò il 4º posto all'ultima chicane. Al giro 4 Oriola tentò un sorpasso nei confronti di Thompson, ma commise un errore e tagliò la seconda chicane, gli fu richiesto di restituire la posizione all'uscita della curva 7. A questo punto, Muller tentò di seguire Thompson ma Oriola chiuse la porta al pilota RML quando la coppia arrivò fianco a fianco alla curva 9. Alla fine del giro 4 Nykjær conquistò il 3º posto passando Basseng, mentre il giro 5 vide Monje ritirarsi con la sospensione rotta all'Avenida Da Boavista. Dal giro 6 Nykjær inseguì Huff che gli stava davanti nonostante avesse tagliato le chicane diverse volte, cosa per la quale venne successivamente messo sotto investigazione. Al giro 8 Oriola sorpassò Thompson prima dell'ultima chicane, guadagnando il 5º posto, poi Thompson tagliò la chicane quando fu tamponato da Muller. Oriola salì quindi al 4º posto al giro 10, quando Basseng andò lungo sull'erba alla curva 2. Nel corso dello stesso giro, Barth sbatté frontalmente contro le barriere alla curva 8; la sua vettura fu lasciata lì, esponendo le bandiere gialle fino alla fine della gara, che sarebbe arrivata un giro dopo. All'ultima tornata, Nash ottenne la vittoria sia assoluta sia tra gli indipendenti, con Huff 2º e Nykjær a completare il podio.

## Risultati

### Qualifiche
| Pos.                 | Nº | Pilota             | Team                                 | Vettura              | Cat. | Q1          | Q2       | Punti |
| -------------------- | -- | ------------------ | ------------------------------------ | -------------------- | ---- | ----------- | -------- | ----- |
| 1                    | 12 | Yvan Muller        | RML                                  | Chevrolet Cruze 1.6T |      | 2:05.979    | 2:05.347 | 5     |
| 2                    | 23 | Tom Chilton        | RML                                  | Chevrolet Cruze 1.6T |      | 2:06.993    | 2:05.545 | 4     |
| 3                    | 17 | Michel Nykjær      | NIKA Racing                          | Chevrolet Cruze 1.6T | Y    | 2:06.461    | 2:05.977 | 3     |
| 4                    | 5  | Norbert Michelisz  | Zengő Motorsport                     | Honda Civic WTCC     |      | 2:06.876    | 2:06.033 | 2     |
| 5                    | 3  | Gabriele Tarquini  | Castrol Honda World Touring Car Team | Honda Civic WTCC     |      | 2:06.522    | 2:06.172 | 1     |
| 6                    | 74 | Pepe Oriola        | Tuenti Racing Team                   | Chevrolet Cruze 1.6T |      | 2:07.539    | 2:06.414 |       |
| 7                    | 10 | James Thompson     | Lukoil Lada Sport                    | Lada Granta WTCC     |      | 2:07.449    | 2:06.552 |       |
| 8                    | 1  | Robert Huff        | ALL-INKL.COM Münnich Motorsport      | SEAT León WTCC       |      | 2:07.060    | 2:06.660 |       |
| 9                    | 38 | Marc Basseng       | ALL-INKL.COM Münnich Motorsport      | SEAT León WTCC       |      | 2:07.442    | 2:06.663 |       |
| 10                   | 14 | James Nash         | bamboo-engineering                   | Chevrolet Cruze 1.6T | Y    | 2:07.319    | 2:06.902 |       |
| 11                   | 15 | Tom Coronel        | ROAL Motorsport                      | BMW 320 TC           |      | 2:07.299    | 2:06.903 |       |
| 12                   | 6  | Franz Engstler     | Liqui Moly Team Engstler             | BMW 320 TC           | Y    | 2:07.386    | 2:07.065 |       |
| 13                   | 25 | Mehdi Bennani      | Proteam Racing                       | BMW 320 TC           | Y    | 2:07.560    |          |       |
| 14                   | 26 | Stefano D'Aste     | PB Racing                            | BMW 320 TC           | Y    | 2:08.045    |          |       |
| 15                   | 55 | Darryl O'Young     | ROAL Motorsport                      | BMW 320 TC           | Y    | 2:08.146    |          |       |
| 16                   | 73 | Fredy Barth        | Wiechers-Sport                       | BMW 320 TC           | Y    | 2:08.160    |          |       |
| 17                   | 18 | Tiago Monteiro     | Castrol Honda World Touring Car Team | Honda Civic WTCC     |      | 2:08.209    |          |       |
| 18                   | 22 | Tom Boardman       | Special Tuning Racing                | SEAT León WTCC       | Y    | 2:08.678    |          |       |
| 19                   | 7  | Charles Ng         | Liqui Moly Team Engstler             | BMW 320 TC           | Y    | 2:08.716    |          |       |
| 20                   | 19 | Fernando Monje     | Campos Racing                        | SEAT León WTCC       | Y    | 2:08.778    |          |       |
| 21                   | 20 | Hugo Valente       | Campos Racing                        | SEAT León WTCC       | Y    | 2:09.122    |          |       |
| 22                   | 9  | Alex MacDowall     | bamboo-engineering                   | Chevrolet Cruze 1.6T | Y    | 2:09.361    |          |       |
| 23                   | 21 | Nikolay Karamyshev | Campos Racing                        | SEAT León WTCC       | Y    | 2:09.551    |          |       |
| 24                   | 37 | René Münnich       | ALL-INKL.COM Münnich Motorsport      | SEAT León WTCC       | Y    | 2:10.350    |          |       |
| Tempo 107%: 2:14.797 |    |                    |                                      |                      |      |             |          |       |
| –                    | 8  | Mikhail Kozlovskiy | Lukoil Lada Sport                    | Lada Granta WTCC     |      | Senza tempo |          |       |

- Il pilota in grassetto indica il pilota in Pole position in gara-2.

### Gara-1
| Pos. | Nº | Pilota             | Team                                 | Vettura              | Cat. | Giri | Tempo/Ritirato | Griglia | Punti |
| ---- | -- | ------------------ | ------------------------------------ | -------------------- | ---- | ---- | -------------- | ------- | ----- |
| 1    | 12 | Yvan Muller        | RML                                  | Chevrolet Cruze 1.6T |      | 12   | 27:38.637      | 1       | 25    |
| 2    | 23 | Tom Chilton        | RML                                  | Chevrolet Cruze 1.6T |      | 12   | +0.343         | 2       | 18    |
| 3    | 17 | Michel Nykjær      | NIKA Racing                          | Chevrolet Cruze 1.6T | Y    | 12   | +0.665         | 3       | 15    |
| 4    | 74 | Pepe Oriola        | Tuenti Racing Team                   | Chevrolet Cruze 1.6T |      | 12   | +1.138         | 6       | 12    |
| 5    | 1  | Robert Huff        | ALL-INKL.COM Münnich Motorsport      | SEAT León WTCC       |      | 12   | +2.493         | 8       | 10    |
| 6    | 10 | James Thompson     | Lukoil Lada Sport                    | Lada Granta WTCC     |      | 12   | +3.662         | 7       | 8     |
| 7    | 15 | Tom Coronel        | ROAL Motorsport                      | BMW 320 TC           |      | 12   | +6.333         | 11      | 6     |
| 8    | 26 | Stefano D'Aste     | PB Racing                            | BMW 320 TC           | Y    | 12   | +6.416         | 14      | 4     |
| 9    | 18 | Tiago Monteiro     | Castrol Honda World Touring Car Team | Honda Civic WTCC     |      | 12   | +6.977         | 17      | 2     |
| 10   | 38 | Marc Basseng       | ALL-INKL.COM Münnich Motorsport      | SEAT León WTCC       |      | 12   | +7.576         | 9       | 1     |
| 11   | 14 | James Nash         | bamboo-engineering                   | Chevrolet Cruze 1.6T | Y    | 12   | +10.632        | 10      |       |
| 12   | 55 | Darryl O'Young     | ROAL Motorsport                      | BMW 320 TC           | Y    | 12   | +11.014        | 15      |       |
| 13   | 9  | Alex MacDowall     | bamboo-engineering                   | Chevrolet Cruze 1.6T | Y    | 12   | +11.953        | 21      |       |
| 14   | 7  | Charles Ng         | Liqui Moly Team Engstler             | BMW 320 TC           | Y    | 12   | +12.291        | 19      |       |
| 15   | 19 | Fernando Monje     | Campos Racing                        | SEAT León WTCC       | Y    | 12   | +12.842        | 24      |       |
| 16   | 21 | Nikolay Karamyshev | Campos Racing                        | SEAT León WTCC       | Y    | 12   | +13.234        | 22      |       |
| 17   | 73 | Fredy Barth        | Wiechers-Sport                       | BMW 320 TC           | Y    | 12   | +13.736        | 16      |       |
| 18   | 20 | Hugo Valente       | Campos Racing                        | SEAT León WTCC       | Y    | 12   | +41.485        | 20      |       |
| 19   | 8  | Mikhail Kozlovskiy | Lukoil Lada Sport                    | Lada Granta WTCC     |      | 12   | +1:03.630      | 25      |       |
| 20   | 22 | Tom Boardman       | Special Tuning Racing                | SEAT León WTCC       | Y    | 11   | +1 Lap         | 18      |       |
| 21   | 6  | Franz Engstler     | Liqui Moly Team Engstler             | BMW 320 TC           | Y    | 9    | +3 giri        | 12      |       |
| Rit  | 37 | René Münnich       | ALL-INKL.COM Münnich Motorsport      | SEAT León WTCC       | Y    | 8    |                | 23      |       |
| Rit  | 3  | Gabriele Tarquini  | Castrol Honda World Touring Car Team | Honda Civic WTCC     |      | 7    | Turbo          | 5       |       |
| Rit  | 25 | Mehdi Bennani      | Proteam Racing                       | BMW 320 TC           | Y    | 3    | Incidente      | 13      |       |
| Rit  | 5  | Norbert Michelisz  | Zengő Motorsport                     | Honda Civic WTCC     |      | 1    | Incidente      | 4       |       |

- Il pilota in grassetto indica l'autore del giro più veloce.

### Gara-2
| Pos. | Nº | Pilota             | Team                                 | Vettura              | Cat. | Giri | Tempo/Ritirato | Griglia | Punti |
| ---- | -- | ------------------ | ------------------------------------ | -------------------- | ---- | ---- | -------------- | ------- | ----- |
| 1    | 14 | James Nash         | bamboo-engineering                   | Chevrolet Cruze 1.6T | Y    | 11   | 23:41.247      | 1       | 25    |
| 2    | 1  | Robert Huff        | ALL-INKL.COM Münnich Motorsport      | SEAT León WTCC       |      | 11   | +5.624         | 3       | 18    |
| 3    | 17 | Michel Nykjær      | NIKA Racing                          | Chevrolet Cruze 1.6T | Y    | 11   | +6.012         | 6       | 15    |
| 4    | 74 | Pepe Oriola        | Tuenti Racing Team                   | Chevrolet Cruze 1.6T |      | 11   | +6.368         | 5       | 12    |
| 5    | 38 | Marc Basseng       | ALL-INKL.COM Münnich Motorsport      | SEAT León WTCC       |      | 11   | +7.946         | 2       | 10    |
| 6    | 10 | James Thompson     | Lukoil Lada Sport                    | Lada Granta WTCC     |      | 11   | +8.683         | 4       | 8     |
| 7    | 12 | Yvan Muller        | RML                                  | Chevrolet Cruze 1.6T |      | 11   | +9.336         | 8       | 6     |
| 8    | 15 | Tom Coronel        | ROAL Motorsport                      | BMW 320 TC           |      | 11   | +9.805         | 9       | 4     |
| 9    | 23 | Tom Chilton        | RML                                  | Chevrolet Cruze 1.6T |      | 11   | +10.178        | 7       | 2     |
| 10   | 25 | Mehdi Bennani      | Proteam Racing                       | BMW 320 TC           | Y    | 11   | +10.669        | 10      | 1     |
| 11   | 18 | Tiago Monteiro     | Castrol Honda World Touring Car Team | Honda Civic WTCC     |      | 11   | +11.019        | 14      |       |
| 12   | 26 | Stefano D'Aste     | PB Racing                            | BMW 320 TC           | Y    | 11   | +11.560        | 11      |       |
| 13   | 55 | Darryl O'Young     | ROAL Motorsport                      | BMW 320 TC           | Y    | 11   | +15.262        | 12      |       |
| 14   | 20 | Hugo Valente       | Campos Racing                        | SEAT León WTCC       | Y    | 11   | +23.847        | 17      |       |
| 15   | 7  | Charles Ng         | Liqui Moly Team Engstler             | BMW 320 TC           | Y    | 11   | +30.812        | 15      |       |
| 16   | 21 | Nikolay Karamyshev | Campos Racing                        | SEAT León WTCC       | Y    | 11   | +31.836        | 19      |       |
| 17   | 9  | Alex MacDowall     | bamboo-engineering                   | Chevrolet Cruze 1.6T | Y    | 11   | +32.306        | 18      |       |
| 18   | 6  | Franz Engstler     | Liqui Moly Team Engstler             | BMW 320 TC           | Y    | 11   | +33.542        | 22      |       |
| 19   | 8  | Mikhail Kozlovskiy | Lukoil Lada Sport                    | Lada Granta WTCC     |      | 11   | +34.673        | 25      |       |
| 20   | 3  | Gabriele Tarquini  | Castrol Honda World Touring Car Team | Honda Civic WTCC     |      | 11   | +36.144        | 21      |       |
| 21   | 73 | Fredy Barth        | Wiechers-Sport                       | BMW 320 TC           | Y    | 9    | +2 giri        | 13      |       |
| Rit  | 37 | René Münnich       | ALL-INKL.COM Münnich Motorsport      | SEAT León WTCC       | Y    | 7    |                | 24      |       |
| Rit  | 19 | Fernando Monje     | Campos Racing                        | SEAT León WTCC       | Y    | 4    | Incidente      | 16      |       |
| NP   | 22 | Tom Boardman       | Special Tuning Racing                | SEAT León WTCC       | Y    | 0    | Non partito    | 23      |       |
| NP   | 5  | Norbert Michelisz  | Zengő Motorsport                     | Honda Civic WTCC     |      | 0    | Non partito    | 20      |       |

- Il pilota in grassetto indica l'autore del giro più veloce.

## Classifiche dopo l'evento
Campionato piloti
|   | Pos. | Pilota            | Punti |
| - | ---- | ----------------- | ----- |
|   | 1    | Yvan Muller       | 282   |
| 1 | 2    | Michel Nykjær     | 160   |
| 1 | 3    | James Nash        | 138   |
| 1 | 4    | Robert Huff       | 135   |
| 3 | 5    | Gabriele Tarquini | 134   |

Trofeo Yokohama Indipendenti
|  | Pos. | Pilota         | Punti |
|  | ---- | -------------- | ----- |
|  | 1    | Michel Nykjær  | 112   |
|  | 2    | James Nash     | 108   |
|  | 3    | Alex MacDowall | 78    |
|  | 4    | Mehdi Bennani  | 60    |
|  | 5    | Stefano D'Aste | 51    |

Campionato costruttori
|  | Pos. | Costruttore | Punti |
|  | ---- | ----------- | ----- |
|  | 1    | Honda       | 566   |
|  | 2    | Lada        | 366   |

- Nota: Solo le prime cinque posizioni sono incluse in entrambe le classifiche piloti qui presenti.